# CUS Foggia
Il Centro Universitario Sportivo dell'Università degli Studi di Foggia (conosciuto come CUS Foggia) è la polisportiva che fa capo all'ateneo della città pugliese.
È nato formalmente nel 2003, ma sin dal 2001 partecipa ai Campionati Nazionali Universitari.
Ha tre sezioni che partecipano a campionati federali: atletica leggera, rugby e pallacanestro. 
Nella sezione della pallacanestro, la squadra del CUS militare in serie C ed è arrivata in finale dei play-off per andare in serie B.